# Dragon (série télévisée d'animation)
Dragon est une série télévisée d'animation américaine-britannique-canadienne-allemande-indienne-irlandaise en 78 épisodes de 12 minutes réalisé en animation en volume avec de l'argile, dérivée des livres pour enfants de Dav Pilkey, produite par Taffy Entertainment, Mike Young Productions, HOT Animation, HIT Entertainment, Nelvana, Big Bang Digital Studios, CCI Entertainment, Collideascope Digital Productions, Funbag Animation Studios, TV-Loonland AG, DQ Entertainment, et Telegael Teoranta, et diffusée du 24 septembre 2005 au 23 février 2008 sur Noggin aux États-Unis, CITV au Royaume-Uni, Treehouse TV au Canada, KiKA au Allemagne, Star Utsav au Inde, et TG4 au Irlande.
Une série d'épisodes de 1 min 30 s à 3 min 30 s a également été réalisée.
Au Québec, elle a été diffusée à partir du 14 janvier 2006 à la Télévision de Radio-Canada.

## Synopsis
Le personnage principal, nommé Dragon, vit dans un petit village avec ses amis.

## Personnages
- Dragon : un dragon bleu fait en argile avec un gros museau
- Souris poste : elle joue le rôle du facteur dans la ville
- Castor : un ami de Dragon qui adore ronger les écorces des arbres
- Autruche : propriétaire d'un magasin dans la ville

## Production
- Équipe de production : Taffy Entertainment, Mike Young Productions, HOT Animation, HIT Entertainment, Nelvana, Big Bang Digital Studios, CCI Entertainment, Collideascope Digital Productions, Funbag Animation Studios, TV-Loonland AG, DQ Entertainment, Telegael Teoranta
- Pays : États-Unis, Royaume-Uni, Canada, Allemagne, Inde, Irlande
- Années de production : 2005-2008